# Climat de la Nouvelle-Calédonie
Pour un article plus général, voir Géographie de la Nouvelle-Calédonie.

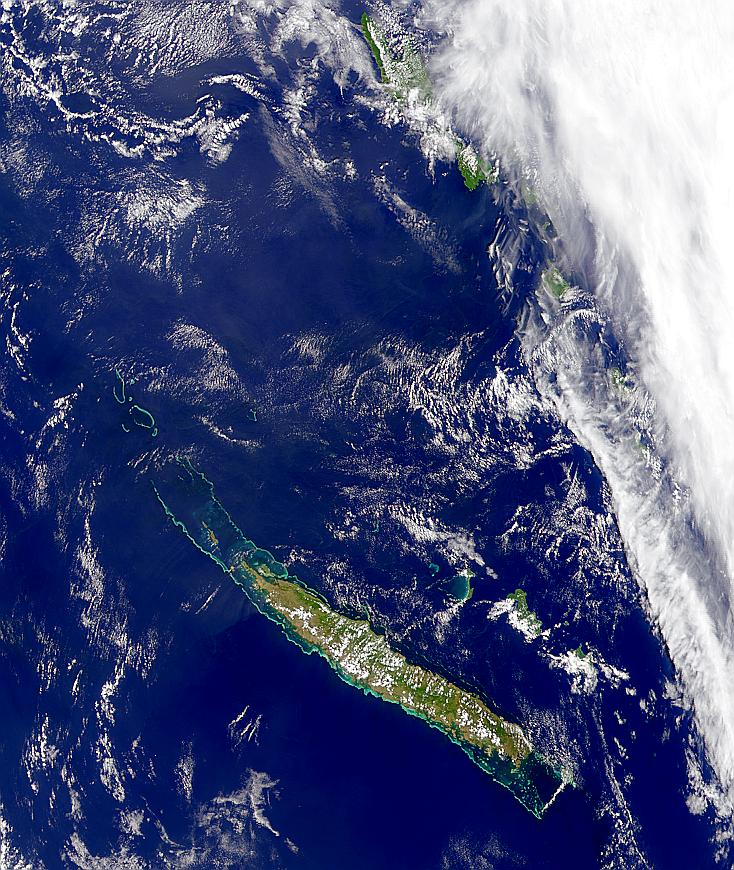
Photographie satellite de la Nouvelle-Calédonie.

Le climat de Nouvelle-Calédonie est tropical, tempéré par l'influence océanique et influencé périodiquement par les phénomènes El Niño et La Niña, avec des vents dominants à l'est et au sud-est (les alizés). Il comprend des températures relativement chaudes (la moyenne des températures établie sur 12 mois pour la période 1952-1965 est d'environ 23,2 °C, avec un pic inférieur à 22,3 °C en 1965 et supérieur à 25 °C en 1998) et une humidité assez forte (la moyenne annuelle du taux d'humidité de l'air oscillant entre 73 et 81 %).

## Saisons
L'année est divisée en deux saisons séparées par deux inter-saisons, déterminées par la position de la zone de convergence intertropicale (ZCIT) et l'importance de l'anticyclone de l'île de Pâques :

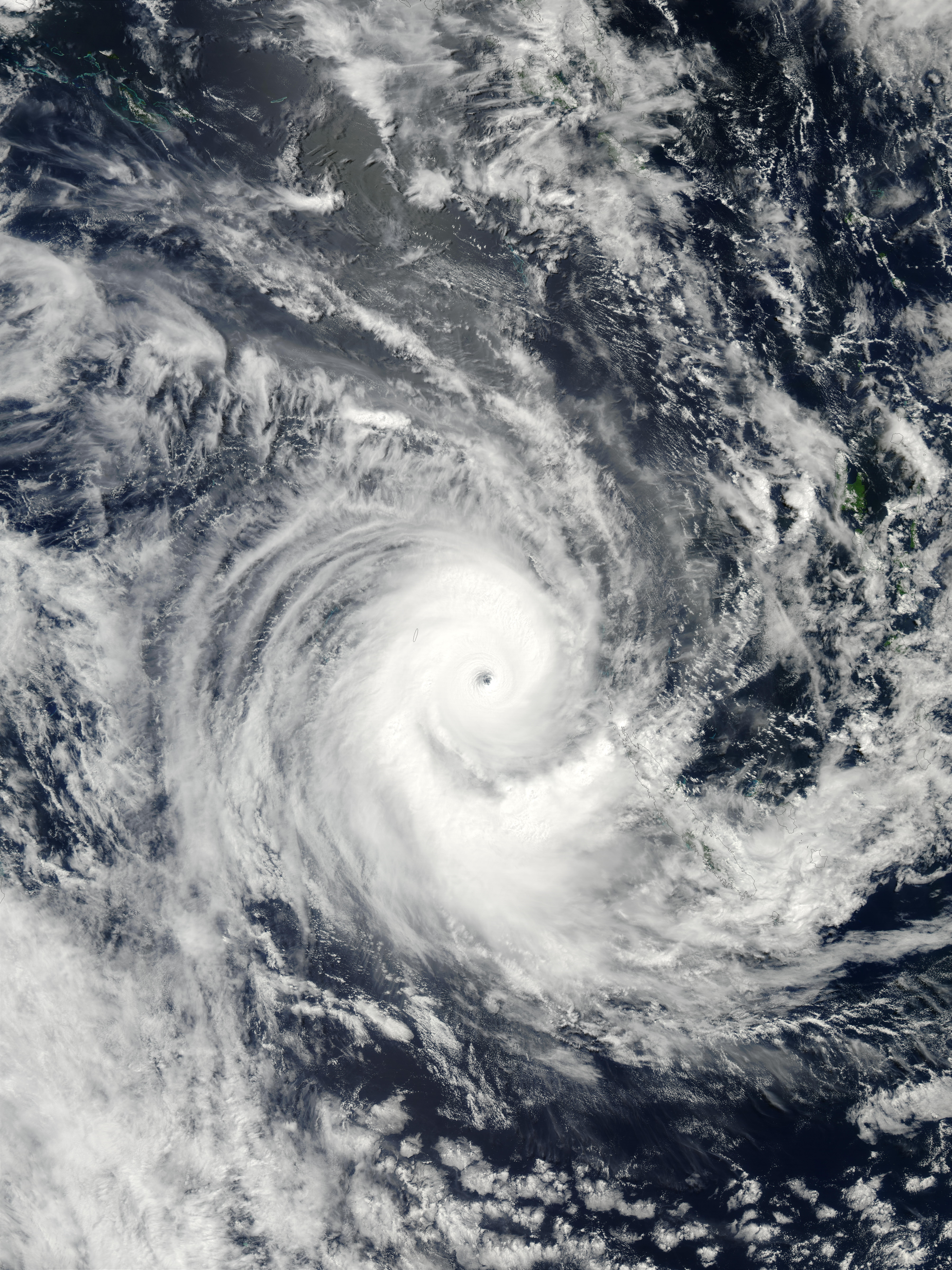
Le cyclone Erica de 2003.

- l’été austral, saison chaude et humide, ou encore « saison des cyclones », appelée localement « saison chaude », de mi-novembre à mi-avril, est caractérisée par des températures maximales de 28 °C à 32 °C, mais pouvant aisément dépasser les 30 °C (la plus forte température jamais enregistrée étant ainsi de 39,1 °C à Bouraké, sur la commune de Boulouparis, le 8 janvier 2002) et un fort taux d'humidité. Les mois les plus chauds de l'année sont janvier et février, avec des températures moyennes entre 24 et 29 °C, et le plus pluvieux est mars, avec des précipitations moyennes de 168,3 mm[3]. Sur la côte est, nettement plus humide, janvier est en général le mois le plus humide. Durant cette saison, les journées se caractérisent généralement par un grand soleil dès le matin, qui peut être suivi d’une averse tropicale sur le coup de midi, puis le soleil reviendra l'après-midi. La ZCIT étant dans l'hémisphère sud, de nombreux cyclones ou dépressions tropicaux se succèdent à cette période, particulièrement en fin février et tout le mois de mars et peuvent parfois être violents. Ainsi, lors du cyclone Erica, qui a frappé la Nouvelle-Calédonie les 13 et 14 mars 2003, le Territoire a connu des records de vents et de pressions minimales (tous enregistrés à la pointe de Vavouto, au sud de Voh, le 14 mars 2003), soit un vent de 166 km/h en moyenne sur 10 minutes, avec des rafales de 234 km/h et une pression de 952,3 hPa[4]. Ce cyclone a alors fait deux morts, dont un indirect, près de 3000 sans-abris momentanés et des dégâts matériels estimés à 5,692 milliards de Francs Pacifique (47,7 millions d'euros environ)
- une première saison de transition, de mi-avril à mi-mai, « l'automne calédonien »avec une diminution du nombre de basses pressions, des précipitations et des températures, ponctuées des dernières grandes journées ensoleillées.
- l'hiver austral, saison fraîche, de mi-mai à mi-septembre, localement appelée « saison fraîche », quelquefois « saison froide », autant pour ses températures que pour sa pluviométrie, la ZCIT étant alors dans l'hémisphère nord et le Territoire étant sous l'influence des perturbations d'origine polaire qui remontent la mer de Tasman et qui amènent des « coups d'ouest » (vents froids et forts d'ouest, entraînant des phases d'importantes précipitations sur la côte ouest de la Grande Terre). Les températures oscillent généralement entre 15 °C et 25 °C, avec toutefois des minimales pouvant descendre en dessous des 15 °C en altitude (le record de la température la plus basse enregistrée en Nouvelle-Calédonie est de 2,3 °C à Bourail le 17 juin 1965[4]). Les mois les plus froids de l'année sont en général les mois de juillet et d'août, avec des températures moyennes entre 17 et 24 °C[3], avec parfois des minimales de 15 °C, voir en dessous. Si la pluviométrie y est moins forte que l'été, le ciel est souvent nuageux et couvert.
- la deuxième saison de transition, ou saison sèche, de mi-septembre à mi-novembre, le « printemps calédonien »est influencée par l’anticyclone de l'île de Pâques qui atteint son étendue maximale, faisant remonter les températures (qui oscillent entre 18 et 26 °C) et protégeant l'archipel des perturbations polaires. Cela se traduit par des alizés largement dominants et de très faibles précipitations, le mois le plus sec étant octobre avec des précipitations moyennes de 60,5 mm[3]. De nombreux « feux de brousse » et incendies se déclenchent généralement à cette époque de l'année. Notamment, entre fin décembre 2005 et début janvier 2006, un vaste incendie commencé à La Coulée, zone limitrophe de l'agglomération du Grand Nouméa, a ravagé plus de 4 500 hectares de forêt sèche et de maquis minier, deux écosystèmes connus pour leur richesse en biodiversité[5]. C'est une très jolie saison, marquant la fleuraison de nombreux arbres et plantes.

À cela il faut ajouter les facteurs locaux, notamment la présence de la Grande Terre qui protège des vents dominants et donc des précipitations principales la côte ouest, qui est en revanche la plus exposée aux « coups d'ouest », vents forts et froids de la mer de Tasman durant la saison sèche. Ainsi, à Nouméa par exemple le mois le plus pluvieux n'est pas janvier mais mars (134,6 mm) suivi de juillet (128,7 mm). Quoi qu'il en soit, les précipitations ne dépassent que rarement les 200 mm par mois. En revanche, la côte est et les Îles Loyauté, directement exposées aux vents dominants, ont une pluviométrie beaucoup plus forte : elle dépasse en moyenne les 350 mm par mois de janvier à mars à Poindimié (avec des pointes à 400 mm en janvier et en mars).
Il y a en moyenne entre 2500 h et 2800 h d'ensoleillement par an en Nouvelle-Calédonie.
Mais au-delà de ces données globales, il existe d'importantes différences régionales qui donnent naissance aux différents paysages de la Nouvelle-Calédonie.

## Cyclones
- 1951, Claudette,
- 1959, Béatrice,
- 1969, Coleen,
- 1975, Alison,
- 1981, Cliff,
- 1981, Gyan (en),
- 1988, Anne (en),
- 1989, Harry,
- 1992, Esau (en),
- 1992, Fran (en),
- 1994, Théodore,
- 1996, Beti,
- 1997, Drena (en),
- 1998, Yali (en),
- 1999, Frank (en),
- 2003, Erica,
- 2017, Cook (en),
- 2021, Niran,
- 2021, Ruby (en)

## Climats locaux

### Nouméa
Protégée en partie des vents dominants (sud-est : les alizés tropicaux) par sa situation sur la côte Ouest de la Grande Terre, elle dispose également d'une rade profonde à laquelle l'accès se fait par l'une des plus grandes passes dans le récif corallien.
Du fait de cette situation et du climat tropical, elle bénéficie d'une exposition au Soleil importante, avec une durée d'ensoleillement normale annuelle de 2 484,3 heures pour la période 1991-2010. C'est l'une des plus fortes de Nouvelle-Calédonie et d'un territoire français, inférieure à celles mesurées sur le littoral méditerranéen mais équivalentes à celles de plusieurs départements du Midi de la France telles que l'Ardèche, la Drôme ou les Alpes-de-Haute-Provence. C'est également à Nouméa que le rayonnement quotidien le plus fort de l'île a été atteint en 2006 avec 3 177 J/cm2 le 14 janvier. Le flux solaire maximal quotidien dépasse les 1 130 W/m2 en début d'année.
Plusieurs autres caractéristiques du climat tropical se retrouvent tempérées par les influences océaniques et la protection des vents dominants : ce n'est pas là que s'enregistrent les plus fortes températures minimales ou maximales, ni les plus fortes précipitations de Nouvelle-Calédonie. Ainsi, la moyenne des précipitations à l'année (basée sur la période 1981-2010) est de 1 070 mm (comparativement aux 1 674,8 mm de moyenne annuelle pour la même période pour la station de Wanaham à Lifou aux Îles Loyauté), les mois les plus pluvieux (plus de 100 mm en moyenne) étant janvier, février, mars et dans une moindre mesure avril (la « période des cyclones » durant la saison chaude) ainsi que, de façon plus limitée, mai et juin (période des pluies durant la saison fraîche), selon Météo-France. La température maximale moyenne (toujours calculée à partir des données enregistrées entre 1981 et 2010) est de 26,6 °C, avoisinant les 30 °C durant la saison chaude de décembre à mars (le mois le plus chaud est février) et redescendant entre 23 °C et 25 °C durant la saison fraîche de juin à septembre. La minimale moyenne pour sa part est de 20,5 °C, presque toujours supérieure à 23 °C durant la saison chaude et descendant jusqu'à 17 °C durant les mois de saison fraîche (les plus frais étant juillet et août), toujours selon Météo-France. Les records de température enregistrés à Nouméa ont été de 36,8 °C pour les maximales et 12,2 °C pour les minimales.
| Mois                              | jan.  | fév.  | mars  | avril | mai  | juin  | jui. | août | sep. | oct. | nov. | déc. | année   |
| --------------------------------- | ----- | ----- | ----- | ----- | ---- | ----- | ---- | ---- | ---- | ---- | ---- | ---- | ------- |
| Température minimale moyenne (°C) | 23,2  | 23,4  | 22,8  | 21,4  | 19,8 | 18,5  | 17,2 | 17,2 | 17,7 | 19,2 | 20,7 | 21,9 | 20,2    |
| Température moyenne (°C)          | 26,3  | 26,5  | 25,6  | 24,1  | 22,5 | 21,1  | 19,9 | 20   | 20,8 | 22,4 | 23,9 | 25   | 23,1    |
| Température maximale moyenne (°C) | 29,4  | 29,6  | 28,5  | 26,9  | 25,2 | 23,7  | 22,6 | 22,8 | 23,8 | 25,5 | 27   | 28,2 | 26      |
| Précipitations (mm)               | 112,9 | 123,1 | 134,6 | 110,5 | 90,6 | 128,7 | 73   | 70,1 | 39,2 | 53,2 | 62,9 | 72,7 | 1 071,5 |

Diagramme des précipitations et températures mensuelles moyennes de Nouméa.

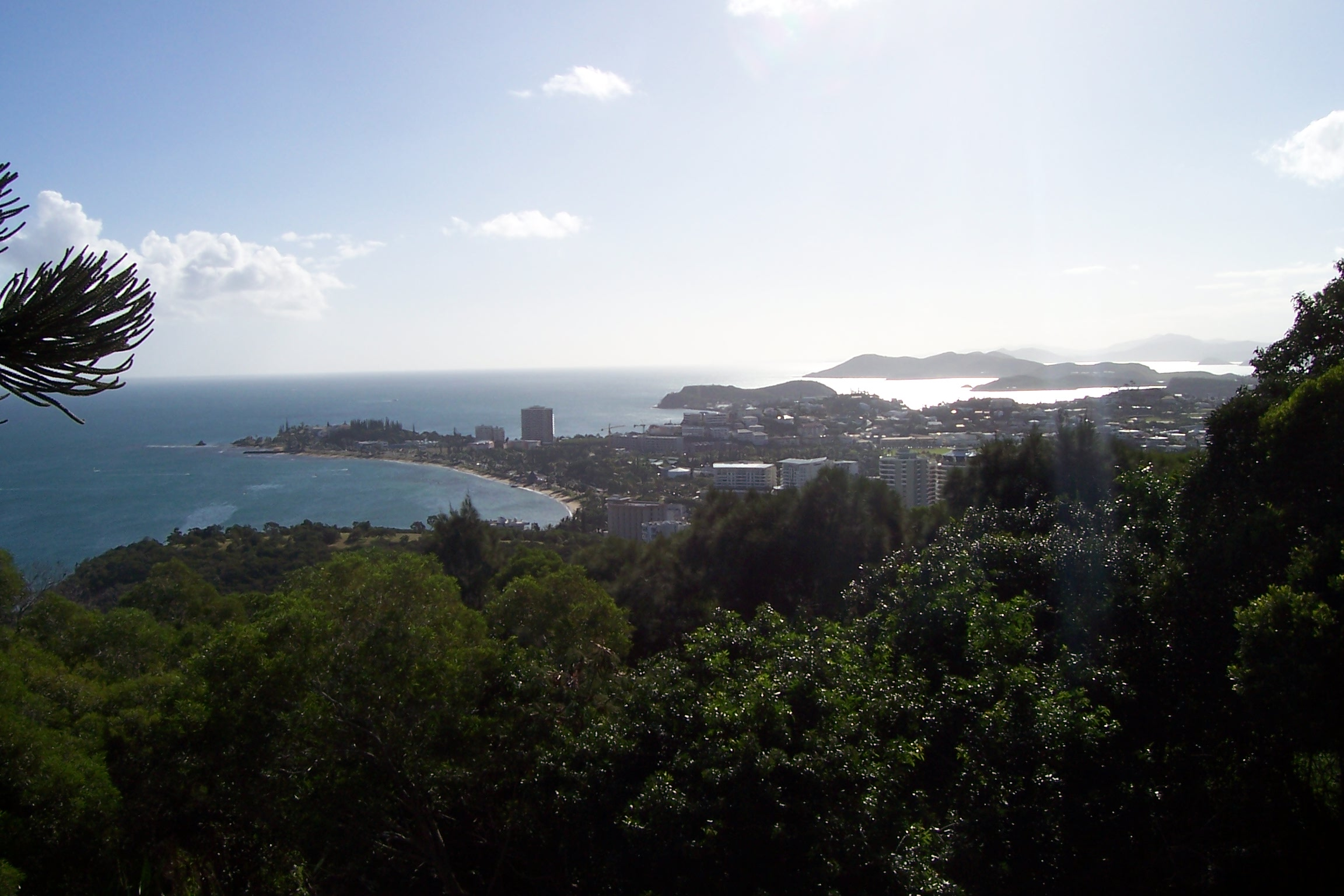
Vue sur les quartiers Sud de Nouméa depuis le sommet du Ouen Toro.

Le dernier en date à avoir fortement touché la ville, Erica en 2003, a provoqué des dégâts importants du fait de la puissance de ses vents et de son accélération subite qui a pris de court les météorologues ainsi que les autorités : à Nouméa, plusieurs arbres ont été arrachés, à quoi se sont ajoutés de nombreux dégâts matériels (une demi-lune datant de la Seconde Guerre mondiale a été balayée, le toit de l'université s'est envolé, etc.), 230 personnes ont dû être accueillies dans trois centres d'hébergement (Nouville, Anse Vata et Rivière-Salée), mais aucune perte humaine ne fut à déplorer sur Nouméa (le bilan humain sur l'ensemble du territoire s'élevant à deux morts à quoi s'ajoute la mort d'un agent d'électricité après le cyclone lors de travaux de rétablissement de l'énergie sur le réseau). De plus, Nouméa fut la seule commune du Territoire à ne pas souffrir d'une coupure en eau potable. En revanche, de nombreux voiliers de plaisance, mouillés dans les différentes baies de Nouméa, furent échoués du fait des vents violents et de la forte houle sur les digues du port.

### Koumac

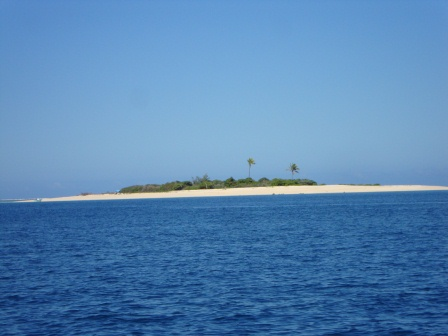
Îlot Kendec dans le lagon de Koumac

La Nouvelle-Calédonie est marquée par un climat tropical océanique à deux saisons (une saison chaude et une saison fraîche). Toutefois, du fait de son relief, des nuances sont observées entre la côte est (humide) et la côte ouest (sèche) où se situe Koumac. Les précipitations à Koumac sont ainsi très faibles (997 mm d'eau en 2010), avec ensoleillement très élevé. La température moyenne annuelle est de 20,5 °C (en 2010) : 15 °C est la température moyenne la plus basse (en août 2011), 31 °C est la plus élevée (moyenne de décembre 2010), avec des pics atteignant les 34 °C.
Le village dispose d'un centre automatisé de Méteo France Nouvelle-Calédonie qui prélève automatiquement les mesures.

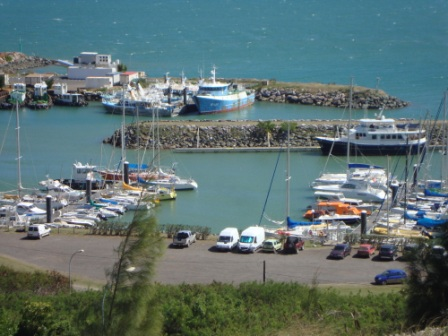
Marina de Pandop

### Bourail
| Mois                                | jan.  | fév.  | mars  | avril | mai  | juin | jui. | août | sep. | oct. | nov. | déc.  | année   |
| ----------------------------------- | ----- | ----- | ----- | ----- | ---- | ---- | ---- | ---- | ---- | ---- | ---- | ----- | ------- |
| Température minimale moyenne (°C)   | 20,7  | 21,5  | 21    | 18,9  | 16,4 | 14,9 | 13   | 13   | 13,5 | 15,3 | 17,4 | 19,5  | 17,1    |
| Température moyenne (°C)            | 26,2  | 26,6  | 25,9  | 24,2  | 21,9 | 20,4 | 18,9 | 19,1 | 20,4 | 22,1 | 23,6 | 25,4  | 22,9    |
| Température maximale moyenne (°C)   | 31,7  | 31,8  | 30,8  | 29,6  | 27,5 | 25,8 | 24,8 | 25,2 | 23,8 | 27,3 | 29   | 29,9  | 28,7    |
| Précipitations (mm)                 | 175,3 | 179,7 | 205,3 | 104,3 | 80,7 | 90,4 | 64,9 | 64,4 | 36   | 46   | 76,5 | 117,1 | 1 240,6 |
| Nombre de jours avec précipitations | 11,1  | 12,5  | 12,9  | 9     | 7,5  | 8,7  | 7,2  | 7    | 4,4  | 4,3  | 7,7  | 9     | 101,3   |

Le record de la température la plus basse enregistrée en Nouvelle-Calédonie est de 2,3 °C à Bourail le 17 juin 1965.